# Редль, Йозеф Младший
Йозеф Редль Младший (нем. Josef Redl der Jüngere; 24 мая 1774, Вена — 4 июля 1836, там же) — австрийский художник, педагог, профессор исторической живописи Венской академии художеств.

## Биография
Родился в семье художника-пейзажиста Йозефа Редля Старшего (1732—1807). С 1786 года обучался в Венской академии художеств, где позже стал преподавателем живописи. Учился у Губерта Маурера, а после 1794 года — у Иоганна Баптиста Лампи Старшего.
В 1802 году получил премию, как исторический живописец. В 1820 году сменил Франца Кауцига (1755—1828) на посту профессора исторической живописи Венской академии художеств.
Автор ряда запрестольные образов, полотен на мифологические сюжеты, исторических картин.
Его считают, как одного из последних классиков Венской академии.
Среди его известных учеников Леандер Русс и Фридрих фон Амерлинг.